# Grinden

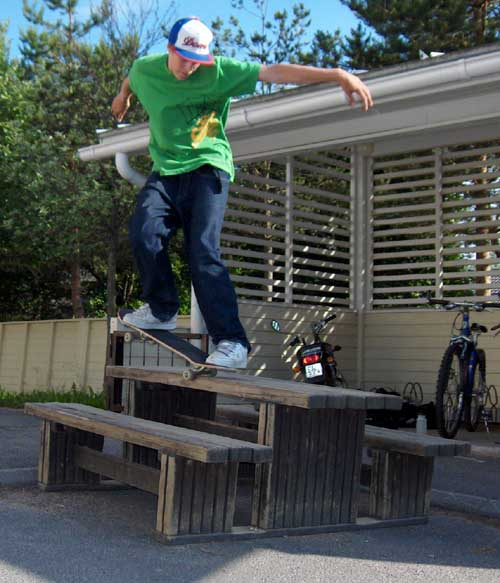
Skateboarder beim Ausführen eines „Nosegrind“ an einem Holztisch

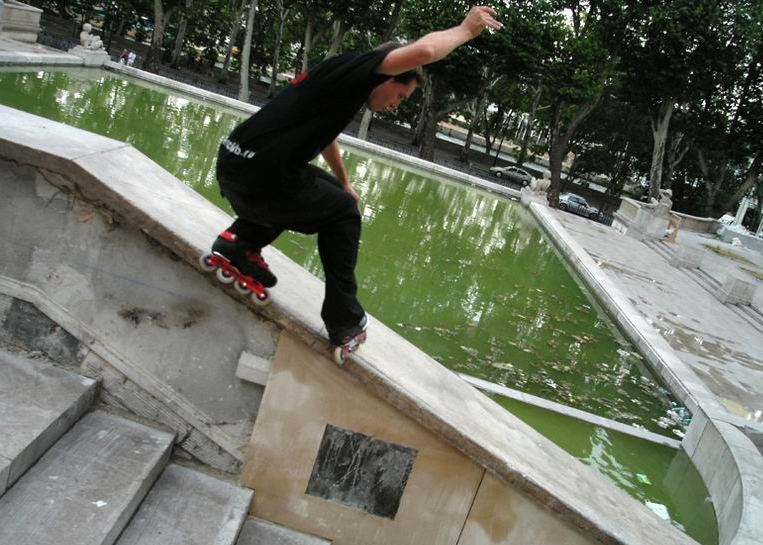
Inlineskater beim „Grinden“

Grinden (engl.: to grind = „schleifen“, „rutschen“) ist ein Fachausdruck aus der Skateboard- und der Aggressive-Inline-Szene, das inzwischen auch in der BMX-Szene verwendet wird.
Beim Skateboarden bezeichnet es das Entlangrutschen mit zwei oder nur einer Achse eines Skateboards an einem Rail oder Curb. Dabei wird abhängig von der Ausrichtung des Brettes zur Kante und der benutzten Achse zwischen verschiedenen Variationen unterschieden (50-50, 5-0, Nosegrind, K-Grind, Saladgrind, Smithgrind etc.). Wird nicht auf den Achsen, sondern auf dem Brett gerutscht, nennt man dies ein Slide.
Außerdem gibt es sogenannte Grindschuhe, die mit einer Grindsohle im Fußgewölbebereich versehen sind und das Grinden an Stein- und Metallkanten, zum Beispiel im innerstädtischen Bereich, ermöglichen.